# Pinanga subterranea
Espèce
Répartition géographique
Pinanga subterranea est une espèce de palmiers, originaire de Bornéo (Indonésie). Cette espèce est exceptionnelle par son mode de reproduction, entièrement souterrain,.
Ce palmier a été découvert par hasard en 1997 par Paul Chai, ancien botaniste du service des forêts de la Malaisie.

## Écologie
Pinanga subterranea a une stratégie de reproduction très inhabituelle. Ses fleurs sont souterraines donc pollinisées sous la surface du sol, et les fruits se développent également sous terre.
La pollinisation des fleurs femelles se fait peut-être par autofécondation vu la proximité des fleurs mâles, mais cela reste à démontrer.
Les graines sont dispersées par les sangliers à moustaches (Sus barbatus), qui creusent le sol pour atteindre les fruits.
Auparavant, un tel phénomène n’avait été observé que dans une autre espèce végétale, les orchidées du genre Rhizanthella.